# Peking-Mensch

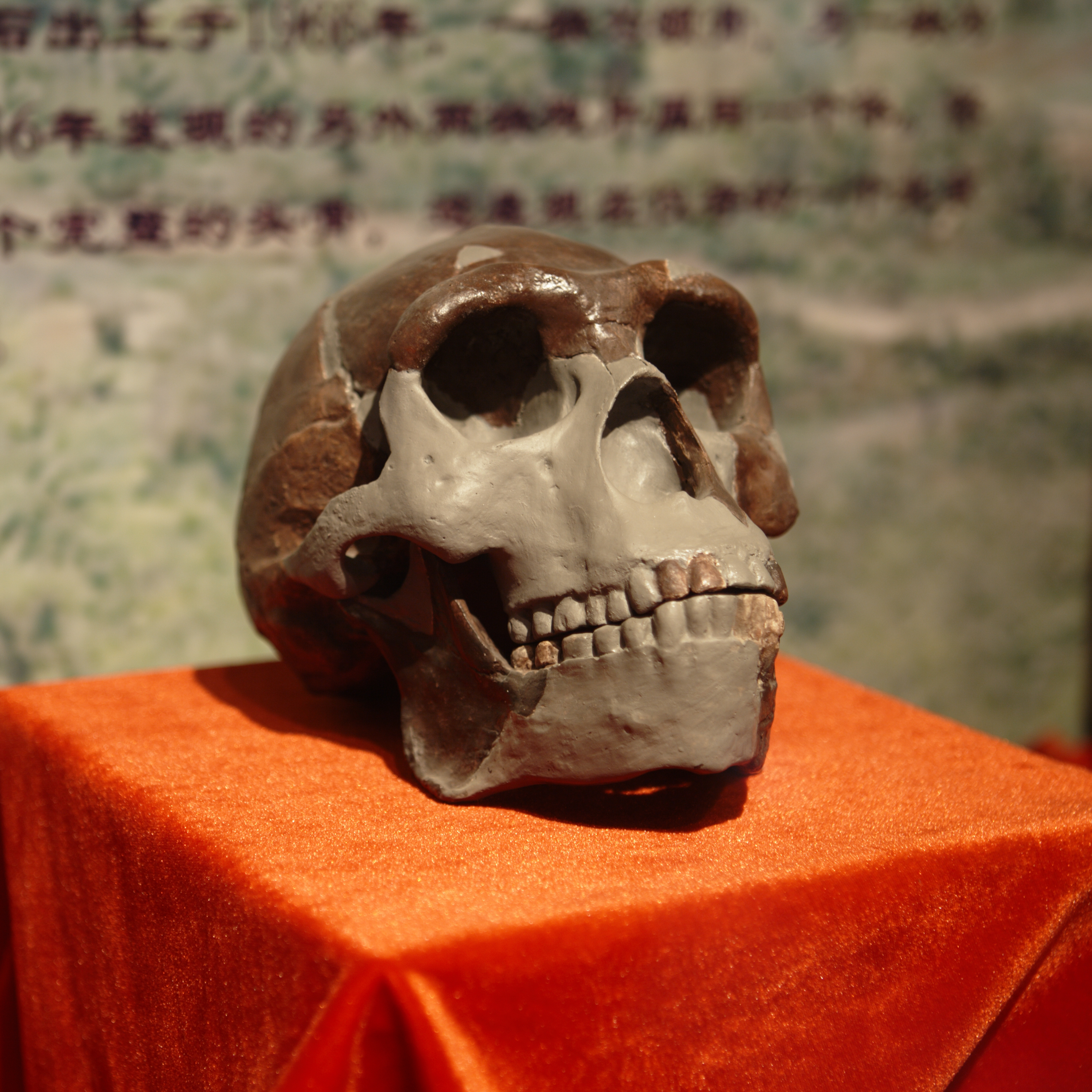
Rekonstruktion eines vollständigen Schädels

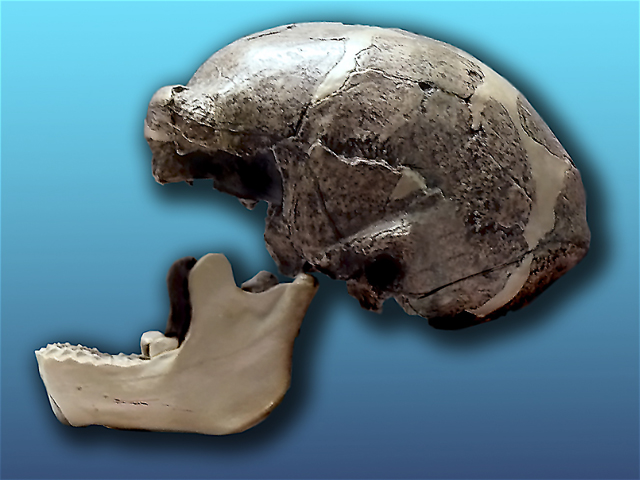
Der zuerst entdeckte Schädel eines Peking-Menschen, Seitenansicht
(Nachbildung der Kopie)

Als Peking-Mensch werden Fossilien bezeichnet, die ab den 1920er-Jahren in einer Höhle („Untere Höhle“ oder Locality 1) in der Nähe von Zhoukoudian, rund 40 km südwestlich des Stadtzentrums von Peking, entdeckt wurden und der Gattung Homo zugeordnet werden. Die Altersangaben zu den Fossilien enthaltenden Schichten von Locality 1 überstreichen eine Spanne von rund 780.000 bis 400.000 Jahren vor heute.

## Namensgebung
Im Jahr 1927 wurde den Fossilienfunden, im Wesentlichen gestützt auf einen einzigen Zahn, von Davidson Black die neue Art- und Gattungsbezeichnung  Sinanthropus pekinensis Black & Zdansky  („chinesischer Mensch aus Peking“) gegeben. 1940 wurden die Funde – anhand von mittlerweile mehreren Dutzend Fossilien – von Wilfrid Le Gros Clark als eng verwandt mit den „Java-Menschen“ aus Java (Indonesien) interpretiert und wie diese mit der bereits 1892 von Eugène Dubois gewählten Art- und Gattungsbezeichnung Pithecanthropus erectus („aufrecht gehender Affenmensch“) benannt; kurz zuvor hatten bereits Gustav Heinrich Ralph von Koenigswald und Franz Weidenreich die anatomischen Gemeinsamkeiten beider Funde herausgestellt. Seit 1950 werden die Fossilien beider Fundstellen von den meisten Paläoanthropologen als Homo zugehörig interpretiert und der Art Homo erectus („aufgerichteter Mensch“) zugeordnet, wobei insbesondere die Herkunft der chinesischen Funde manchmal durch den Zusatz eines Unterart-Epithetons betont wird: Homo erectus pekinensis („aufgerichteter Mensch aus Peking“). Gelegentlich wird jedoch unterstellt, dass sich – laut der Hypothese vom multiregionalen Ursprung des modernen Menschen weitgehend unabhängig von der Entwicklung der Gattung Homo in Afrika – in Asien aus Homo erectus eine Variante des archaischen Homo sapiens entwickelte, so dass die Funde von Zhoukoudian dann als  Homo pekinensis  („Mensch aus Peking“) bezeichnet werden.
Laut Gustav Heinrich Ralph von Koenigswald geht die Bezeichnung Peking-Mensch auf den deutsch-amerikanischen Geologen Amadeus William Grabau zurück, der 1927 als Erster vom Peking Man gesprochen habe.

## Fundgeschichte
Die Entdecker der Fundstätte waren Arbeiter, die Kalkstein abbauten. Ins Gestein eingebettet stießen sie häufig auf Knochen, die sie als „Drachenknochen“ deuteten, weswegen der Fundort von ihnen die Bezeichnung Drachenknochenhügel erhielt. Solche in der Traditionellen Chinesischen Medizin als Arznei- und Wundermittel verwendeten „Drachenknochen“ hatte um 1900 u. a. der deutsche Paläontologe Max Schlosser in chinesischen Apotheken angekauft, was wiederum ein Jahrzehnt später den schwedischen Geologen Johan Gunnar Andersson veranlasste, von 1914 bis 1918 in den nordchinesischen Provinzen Henan und Gansu sowie zuletzt auch am Drachenknochenhügel nach Fossilien zu suchen. Die Kalksteinhöhlen von Zhoukoudian erkannte er als besonders geeignet für eine systematische Erforschung, weswegen er Otto Zdansky beauftragte, dort Grabungsarbeiten zu organisieren. Otto Zdansky hatte erst kurz zuvor seine Ausbildung an der Universität Wien abgeschlossen und vereinbarte mit Andersson, dass er – statt einer Bezahlung für seine Tätigkeit – das Recht erhielt, alle Funde im eigenen Namen zu publizieren. Im Jahr 1921 begannen die Ausgrabungen in der „Unteren Höhle“ des Drachenknochenhügels, wo bereits im Sommer 1921 ein oberer rechter homininer Molar entdeckt wurde. Erst nachdem Zdansky nach Schweden zurückgekehrt war, nahm er 1926 in den aus Peking nach Schweden verfrachteten Sammlungskisten das Fragment eines zweiten homininen Zahns wahr, einen unteren Prämolaren. Nun informierte Zdansky erstmals auch seinen Förderer Andersson über diese Zähne, und ein Jahr darauf, 1927, berichtete Zdansky in der Fachzeitschrift Bulletin of the Geological Survey, China über diese Funde, die er zurückhaltend einer nicht näher bestimmbaren Art der Gattung Homo zuschrieb.
Zur gleichen Zeit wie Zdansky waren einige nordamerikanische Geologen in Peking, um eine große Expedition des American Museum of Natural History in die Mongolei vorzubereiten. Stellvertretender Leiter und Chef-Paläontologe dieser Wissenschaftler war Walter W. Granger, der von Andersson eingeladen worden war, die Ausgrabungen am Drachenknochenhügel zu besichtigen. Auch Davidson Black, der damals als Professor für Anatomie am Rockefeller-Institut in Peking arbeitete, war von den Ausgrabungen beeindruckt, zumal nachdem er die beiden Zähne begutachtet hatte. Dank der Unterstützung durch amerikanische Kollegen gelang es ihm daher, eine großzügige Zuwendung der Rockefeller-Stiftung für ein Cenozoic Research Laboratory einzuwerben und am 16. April 1927 mit eigenen Ausgrabungen zu beginnen, die bereits am 16. Oktober zur Entdeckung eines weiteren unteren Molars führten. Gestützt auf diesen dritten Zahn definierte Black 1927 die neue Gattung und Art Sinanthropus pekinensis. Offizielle Leiter der Ausgrabungen waren zunächst die Geologen Ding Wenjiang und Wong Wenhao. In den Jahren bis 1937 wurden – unter Leitung von Davidson Black, Pei Wenzhong und Jia Lanpo (einer der Teilnehmer der Grabung war 1929 der Jesuit Teilhard de Chardin) – Teile von 14 Schädeln, darunter auch vollständige, 14 Unterkiefer, mehr als 150 Zähne und zahlreiche weitere Skelettreste geborgen; die Funde repräsentierten mehr als 40 Individuen beiderlei Geschlechts, ungefähr ein Drittel waren Kinder. Nach dem frühen Tod von Davidson Black im Jahr 1934 führte Franz Weidenreich die detaillierte wissenschaftliche Bearbeitung der Funde von Zhoukoudian fort, wobei er von sämtlichen Fossilien auch Abgüsse herstellen ließ.
Oberhalb der Locality 1 (= „Untere Höhle“) befindet sich eine weitere paläoanthropologische und archäologische Fundstelle, die „Obere Höhle“. Sie wurde 1933 und 1934 erforscht, entdeckt wurden fossile Knochen von mindestens acht Individuen des anatomisch modernen Menschen (Homo sapiens), darunter drei relativ intakte Schädel eines älteren Mannes, einer Frau mittleren Alters und eines Mädchens, ferner vier Unterkiefer, Dutzende einzelne Zähne und zahlreiche weitere Knochen vom Körper unterhalb des Kopfes. Die Schädel zeigten verwandtschaftliche Merkmale mit Europäern (der Mann), Eskimos (das Mädchen) und Melanesiern (die Frau), nicht aber mit den heutigen Chinesen. Für die Funde wurde ein Mindestalter von 35.100 bis 33.500 Jahren berechnet.

## Verlust der Fossilien

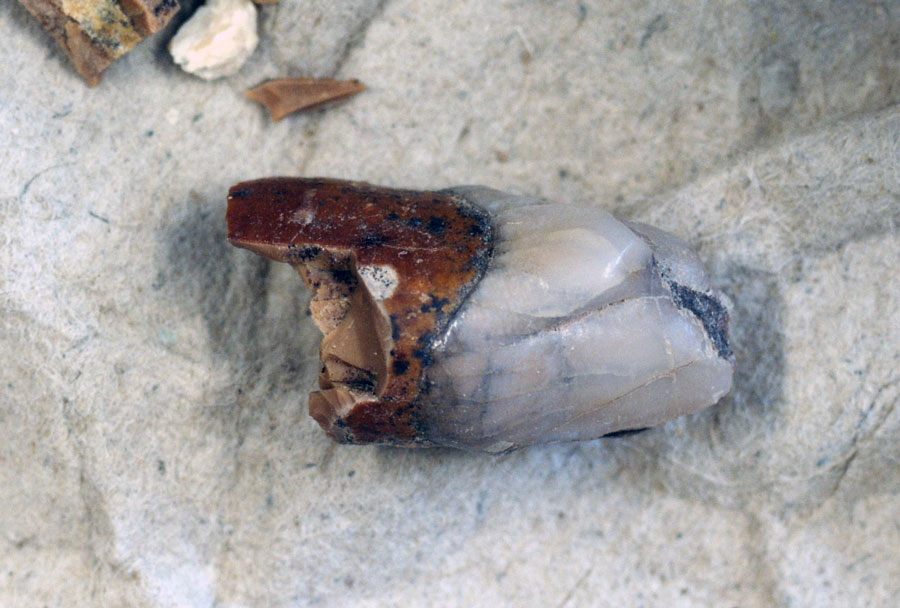
Der 2011 in Uppsala wiederentdeckte Eckzahn (Original)

Die Abgüsse sowie die zahlreichen Zeichnungen der Fossilien, die Franz Weidenreich für seine Fachveröffentlichungen anfertigte, sind heute fast das einzige, was von den Funden aus der Unteren Höhle erhalten blieb. Im Juli 1937 war Peking infolge des Zweiten Japanisch-Chinesischen Kriegs von japanischen Truppen besetzt worden. Im Dezember 1941 spitzte sich die militärische Situation in der Region zu, so dass man befürchtete, die Japaner könnten die Kontrolle über das Peking Union Medical College (Běijīng Xiéhé Yīxuéyuàn), den Verwahrungsort der Fossilien des Peking-Menschen, übernehmen. Um die Funde vor dem Zugriff der Japaner zu schützen und ihre mögliche Verschickung nach Japan zu verhindern, wurden alle Knochen – mit  Ausnahme der von Zdansky entdeckten Zähne, die in Uppsala (Schweden) aufbewahrt worden waren – einzeln und aufwändig gepolstert in kleine Holzkästchen gepackt und diese in zwei Transportkisten reisefertig gemacht, um sie von Peking aus in die USA zu bringen. Am 5. Dezember 1941 wurden die beiden Transportkisten in einem Eisenbahnwaggon der US-Marine auf den Weg zur Hafenstadt Qinhuangdao gebracht, um dort auf die USS President Harrison verladen zu werden. Am 7. Dezember ereignete sich jedoch der japanische Angriff auf Pearl Harbor, den die USA mit einer Kriegserklärung gegen Japan und dem Eintritt der Vereinigten Staaten in den Zweiten Weltkrieg beantworten. Dies wiederum hatte zur Folge, dass die USS President Harrison von ihrer Besatzung versenkt wurde und der US-Stützpunkt Qinhuangdao kapitulierte. Der Militärzug, der die Fossilien an Bord hatte, wurde von den Japanern erbeutet – der Verbleib der beiden Transportkisten ist unbekannt, und keines der Fossilien tauchte jemals wieder auf.
In den Jahren 1951, 1955, 1966 und 1973 wurden bei neuerlichen Grabungen u. a. noch ein Stück eines Schienbeins, ein Teil eines Unterkiefers sowie einige Schädel-Fragmente gefunden, ferner fünf Zähne, die heute im Institut für Wirbeltierpaläontologie und Paläoanthropologie der Chinesischen Akademie der Wissenschaften in Peking aufbewahrt werden, und das Fragment eines Oberarmknochens. Hinzu kommen die beiden ersten, von Otto Zdansky entdeckten und in Uppsala erhalten gebliebenen Zähne, ferner ein dritter Zahn, den Zdansky erst 1952 in Uppsala bei einer neuerlichen Durchmusterung seiner Fossiliensammlung als hominin erkannte, und schließlich ein vierter, ebenfalls in Uppsala archivierter Eckzahn. Dieser Eckzahn war Mitte der 1920er-Jahre von Johan Gunnar Andersson mit zahlreichen anderen Fossilien aus Peking nach Schweden zu Carl Wiman verschickt und dort eingelagert worden, die insgesamt 40 Kisten mit Fossilien wurden jedoch erst im Jahr 2011 geöffnet, um ihren Inhalt zu katalogisieren – und dabei wurde der hominine Zahn entdeckt.
Mit den Fossilien der Peking-Menschen gingen im Dezember 1941 auch die Funde aus der „Oberen Höhle“ verloren.

## Datierung
Die Datierung der Funde erwies sich als schwierig, da man die Knochen aus unterschiedlich alten Fundhorizonten geborgen und sich jüngeres Gestein aus der herabgebrochenen Höhlendecke über ältere Sedimente gelegt hatte. Daher wird ihr Alter in der Fachliteratur teils mit 420.000 Jahren, teils mit 600.000 Jahren angegeben. 2009 wurde mit Hilfe der Aluminium-Beryllium-Methode ein Alter von 770.000 ± 80.000 Jahren für die älteste Fundschicht bestimmt, in der die Schädel II, III und XIII entdeckt worden waren. Für die Schädel VI bis XII wurde ein geringfügig jüngeres Alter berechnet, für die aus zwei unterschiedlichen, jüngeren Fundhorizonten stammenden Schädel I und V wurde ein Alter von 400.000 bis 500.000 Jahren berechnet. In jedem Fall waren alle Individuen den Datierungen zufolge Zeitgenossen des europäischen Homo heidelbergensis.

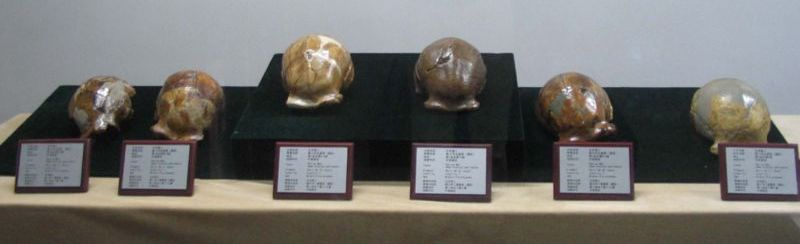
Sechs besonders vollständig erhaltene Schädel des Peking-Menschen (Nachbildungen)

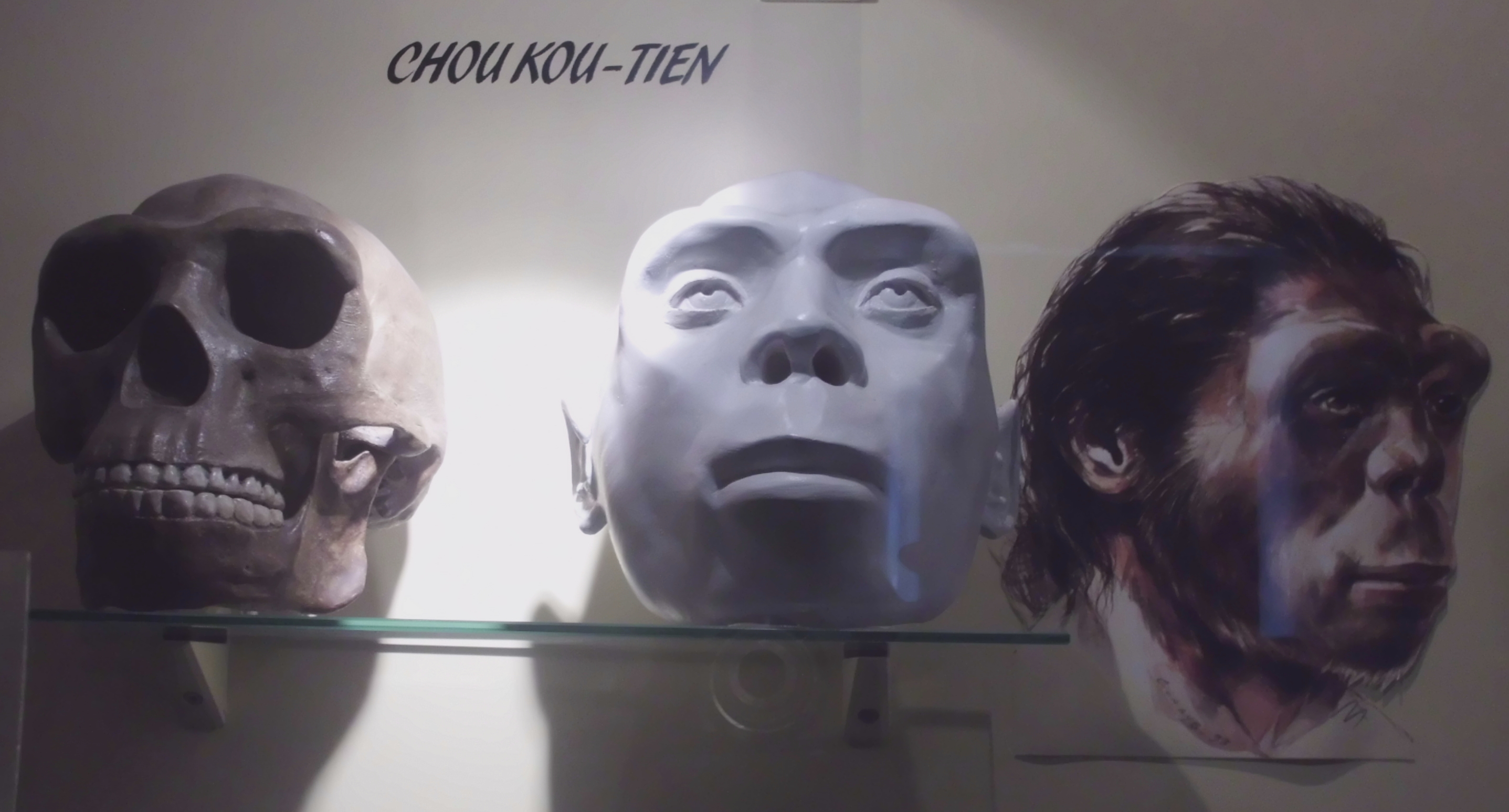
Versuch einer Rekonstruktion der Gesichtszüge des Peking-Menschen

## Besonderheiten und weitere Funde
Als sicher gilt aufgrund von 17.000 Funden in der Höhle von Zhoukoudian, dass die Peking-Menschen Steinwerkzeuge vom Oldowan-Typ herstellten. Umstritten ist hingegen, ob die Schwärzungen an manchen Knochen auf Feuer zurückzuführen sind; es wurde bislang keine Asche und damit kein direkter Nachweis eines Herdfeuers gefunden, wohl aber Hinweise auf natürlichen Eintrag von Asche durch Wind. Bestimmte Beschädigungen an Röhrenknochen und Schädeln, die zunächst als möglicher Hinweis auf Kannibalismus gedeutet wurden, werden heute teils als Ausdruck von Totenriten interpretiert, teils als Beschädigungen durch Hyänen.
Anhand von Abgüssen von sechs originalen, besonders vollständig erhaltenen Schädeln wurde im Jahr 2010 ein Volumen von 1058 cm³ errechnet, was etwa zwei Dritteln des Schädelinnenraums heutiger Menschen entspricht. Eine im Jahr 2009 publizierte Rekonstruktion eines Schädel-Innenvolumens hatte 1140 cm³ ergeben.
Ebenfalls zum Peking-Menschen gestellt werden der so genannte Yuanmou-Mensch und der so genannte Jianshi-Mensch sowie die 475.000 Jahre alten Zähne aus der Höhle Tham Khuyen (Nordvietnam) an der Grenze Vietnams zu China. Deren Datierungen sind überwiegend sehr gut passend, jedoch ergaben sich aus der teils komplexen Schichtung der Fund-Situation durch Höhleneinsturz teilweise auch wesentlich ältere Altersangaben.
Einer 2011 publizierten Studie zufolge unterscheiden sich die Peking-Menschen so deutlich von den älteren, als Java-Menschen bezeichneten Fossilien, dass beide Homo-erectus-Populationen möglicherweise unabhängig voneinander – in zwei getrennten Wellen – von Afrika kommend in Asien eingewandert sind.

## Belege
1. ↑  Bernard Wood: Wiley-Blackwell Encyclopedia of Human Evolution. Wiley-Blackwell, 2011, S. 849, ISBN 978-1-4051-5510-6.
2. 1 2  Davidson Black: On a Lower Molar Hominid Tooth From the Chou Kou Tien Deposit. In: Paleontologia Sinica. Serie D, Band. 7 Faszikel I, 1927.
3. ↑  Wilfrid Le Gros Clark: The Relationship between Pithecanthropus and Sinanthropus. In: Nature. Band 145, 1940, S. 70–71, doi:10.1038/145070a0.
4. ↑  Gustav Heinrich Ralph von Koenigswald und Franz Weidenreich: The Relationship between Pithecanthropus and Sinanthropus. In: Nature. Band 144, 1939, S. 926–929, doi:10.1038/144926a0.
5. ↑  Valery Zeitoun et al.: Solo man in question: Convergent views to split Indonesian Homo erectus in two categories. In: Quaternary International. Band 223–224, 2010, S. 281–292, doi:10.1016/j.quaint.2010.01.018, Volltext (PDF).
6. ↑  Gustav Heinrich Ralph von Koenigswald: Begegnungen mit dem Vormenschen. dtv, München 1965, S. 41.
7. ↑  Lydia Pyne: Peking Man: A Curious Case of Paleo-Noir. Kapitel 4 in: Dies.: Seven Skeletons. The Evolution of the World's Most Famous Human Fossils. Viking, New York 2016, S. 122–125, ISBN 978-0-525-42985-2.
8. ↑  Djia Lan-Po: Die Heimat des Peking-Menschen. Peking 1976, Verlag für Fremdsprachige Literatur, Seiten 1 und 11.
9. ↑  Vincent L. Morgan und Spencer G. Lucas: Walter Granger 1872–1941. Paleontologist. In: New Mexico Museum of Natural History, Bulletin. Nr. 19, 2002; Online-Auszug (PDF).
10. ↑  Otto Zdansky: Preliminary notice on two teeth of a hominid from a cave in Chihli (China). In: Bulletin of the Geological Survey, China. Band 5, Nr. 3–4, 1927, S. 281–284, doi:10.1111/j.1755-6724.1926.mp53-4007.x.
11. ↑  The Granger Papers Project.
12. ↑  Gustav Heinrich Ralph von Koenigswald, Begegnungen mit dem Vormenschen, S. 40–42.
13. ↑   Friedemann Schrenk: Die Frühzeit des Menschen. Der Weg zu Homo sapiens. CH Beck, München 1997, S. 83.
14. ↑  Franz Weidenreich: The Skull of Sinanthropus pekinensis. A Comparative Study on a Primitive Hominid Skull. In: Palaeontologica Sinica. New Series D., No. 10. Whole Series No. 127, 1943, Volltext (PDF). Umfassender, bebilderter Übersichtsartikel, archiviert im Internet Archive.
15. ↑  Feng Li, Christopher J. Bae, Christopher B. Ramsey, Fuyou Chen und Xing Gao: Re-dating Zhoukoudian Upper Cave, northern China and its regional significance. In: Journal of Human Evolution. Band 121, 2018, S. 170–177, doi:10.1016/j.jhevol.2018.02.011.
16. ↑  Sie befinden sich heute im American Museum of Natural History in New York.
17. ↑   Lydia Pyne, Peking Man: A Curious Case of Paleo-Noir, S. 136–138.
18. ↑  Archaeology: Peking Man, still missing and missed. (Memento vom 24. Juli 2016 im Internet Archive). Im Original publiziert auf nytimes.com vom 11. Oktober 2005.
19. ↑   Gary J. Sawyer, Viktor Deak: Der lange Weg zum Menschen. Lebensbilder aus 7 Millionen Jahren Evolution. Spektrum Akademischer Verlag, Heidelberg 2008, S. 129.
20. ↑  Song Xing et al.: Morphology and structure of Homo erectus humeri from Zhoukoudian, Locality 1. In: PeerJ. 6:e4279, Januar 2018, doi:10.7717/peerj.4279.
21. ↑  Otto Zdansky: A New Tooth of Sinanthropus pekinensis Black. In: Acta Zoologica. Band 33, Nr. 1–2, 1952, S. 189–191, doi:10.1111/j.1463-6395.1952.tb00363.x.
22. ↑  Clément Zanolli et al.: Inner tooth morphology of Homo erectus from Zhoukoudian. New evidence from an old collection housed at Uppsala University, Sweden. In: Journal of Human Evolution. Band 116, 2018, S. 1–13, doi:10.1016/j.jhevol.2017.11.002.
23. ↑  A new tooth of Peking Man. Auf: evolutionsmuseet.uu.se vom März 2011.
24. ↑  Martin Kundrat et al.: New Tooth of Peking Man Recognized in Laboratory at Uppsala University. In: Acta Anthropologica Sinica. Band 34, Nr. 1, 2015, S. 131–136, doi:10.16359/j.cnki.cn11-1963/q.2015.0015, Volltext (PDF), chinesisch und englisch.
25. ↑  Guanjun Shen, Xing Gao, Bin Gao und Darryl E. Granger: Age of Zhoukoudian Homo erectus determined with 26Al/10Be burial dating. In: Nature. Band 458, 2009, S. 198–200; doi:10.1038/nature07741, Volltext.
26. ↑  G. Shen und L. Jin: Restudy of the upper age limit of Beijing man site. In: International Journal of Anthropology. Band 8, Nr. 2, 1993, S. 95–98, doi:10.1007/BF02447617.
27. ↑  Rex Dalton: Peking Man older than thought. Auf: nature.com vom 11. März 2009, doi:10.1038/news.2009.149.
28. ↑  Paul Goldberg, Steve Weiner, Ofer Bar-Yosef, Q. Xud and J. Liu: Site formation processes at Zhoukoudian, China. In: Journal of Human Evolution. Band 41, Nr. 5, 2001, S. 483–530, doi:10.1006/jhev.2001.0498.
29. ↑  Friedemann Schrenk: Die Frühzeit des Menschen, S. 83 f.
30. ↑  Gary J. Sawyer, Viktor Deak: Der lange Weg zum Menschen, S. 126.
31. ↑  Xiujie Wu, Lynne A. Schepartz und Christopher J. Norton: Morphological and morphometric analysis of variation in the Zhoukoudian Homo erectus brain endocasts. In: Quaternary International. Band 211, 2010, S. 4–13, doi:10.1016/j.quaint.2009.07.002, Volltext (PDF) (Memento vom 30. Oktober 2014 im Internet Archive).
32. ↑  Xiujie Wu, Lynne A. Schepartz und Wu Liu: A new Homo erectus (Zhoukoudian V) brain endocast from China. In: Proceedings of the Royal Society B. Online-Publikation vom 29. April 2009, doi:10.1098/rspb.2009.0149.
33. ↑  Russell Ciochon et al.: Dated co-occurrence of Homo erectus and Gigantopithecus from Tham Khuyen Cave, Vietnam. In: PNAS. Band. 93, 1996, S. 3016–3020, Volltext (PDF).
34. ↑  Yahdi Zaim et al.: New 1.5 million-year-old Homo erectus maxilla from Sangiran (Central Java, Indonesia). In: Journal of Human Evolution. Band 61, Nr. 4, 2011, S. 363–376, doi:10.1016/j.jhevol.2011.04.009.